# آپوستولوس نیکولایدیس
آپوستولوس نیکولایدیس (یونانی: Απόστολος Νικολαΐδης؛ ۱۹ آوریل ۱۸۹۶ – ۱۵ اکتبر ۱۹۸۰) بازیکن و مربی فوتبال، ورزشکار دهگانه و بازیکن والیبال و بازیکن بسکتبال اهل یونان بود.
از باشگاه‌هایی که در آن بازی کرده‌است می‌توان به باشگاه فوتبال پاناتینایکوس و باشگاه فوتبال فنرباغچه اشاره کرد.